# Macrostylis papillata
Macrostylis papillata is een pissebeddensoort uit de familie van de Macrostylidae. De wetenschappelijke naam van de soort is voor het eerst geldig gepubliceerd in 2012 door Riehl, Wilson & Hessler.